# 多帶鸚竺鯛
多帶鸚竺鯛（學名：Ostorhinchus multilineatus），又稱多帶天竺鯛、多帶鸚天竺鯛，為輻鰭魚綱鉤頭魚目天竺鯛科鸚竺鯛屬的其中一個種。

## 分布
本魚分布於西太平洋區，包括台灣、馬來西亞、菲律賓、印尼、索羅門群島、巴布亞紐幾內亞等海域。

## 深度
水深2至25公尺。

## 特徵
本魚體延長而側扁，眼大，口大略下位。魚體呈土黃色，頭部呈褐色，全身具有多條寬度不一的縱紋，顏色從頭部的淺藍色、白色到身體的褐色，各鰭顏色紅色，尾鰭凹入，背鰭硬棘8枚、背鰭軟條9枚、臀鰭硬棘2枚、臀鰭軟條8枚，體長可達10公分。

## 生態
本魚棲息於珊瑚礁、潟湖淺灘，白天躲藏洞穴中，夜間出來覓食，屬肉食性，以多毛類或其它底棲甲殼類為食。繁殖期時，雄魚具有口孵習性，卵約7日化成仔魚，由雄魚吐出，具短暫的仔魚飄浮期。

## 經濟利用
不具任何經濟價值。